# Zlaști

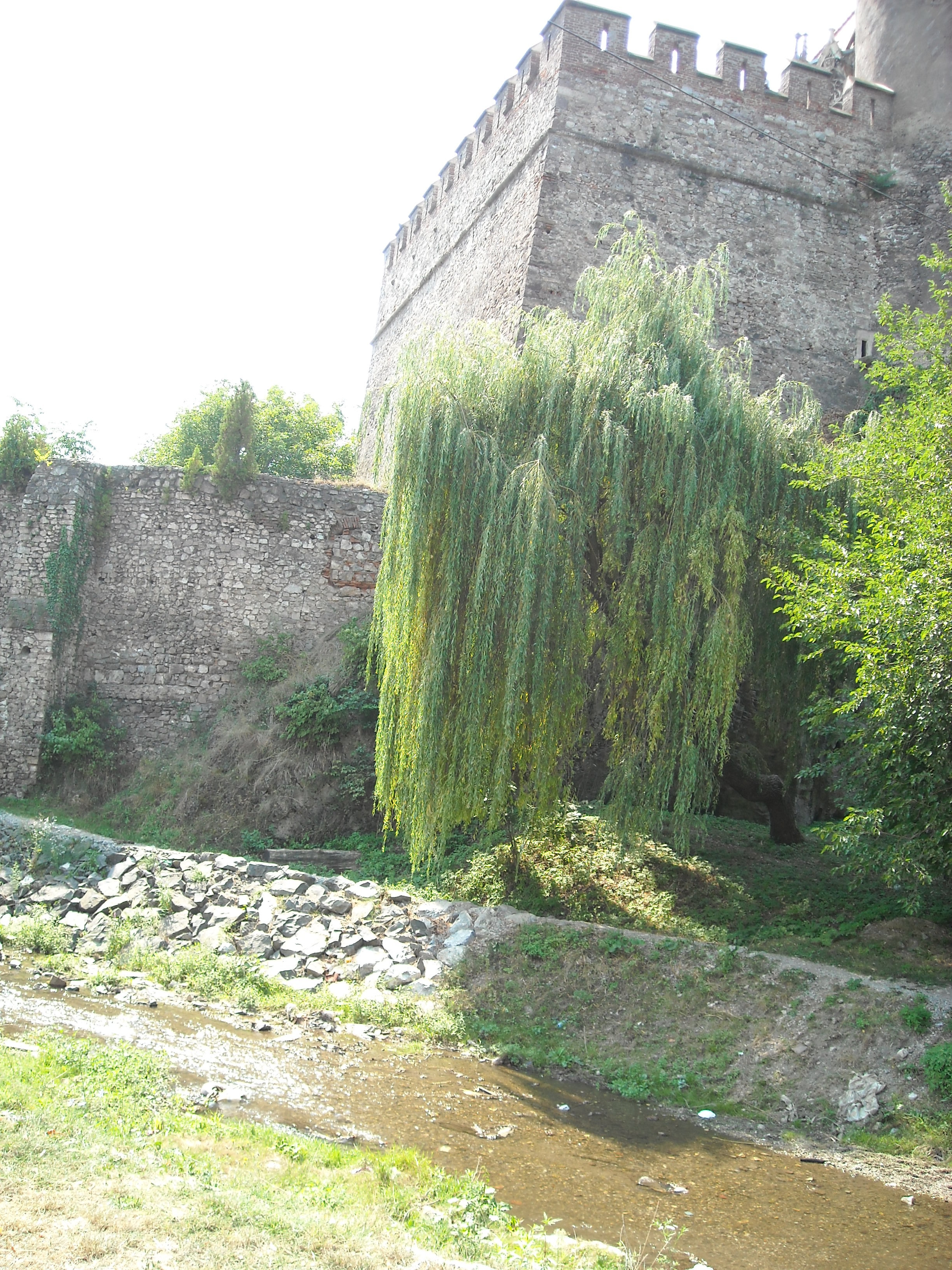
La Zlaști devant le château d'Hunedoara

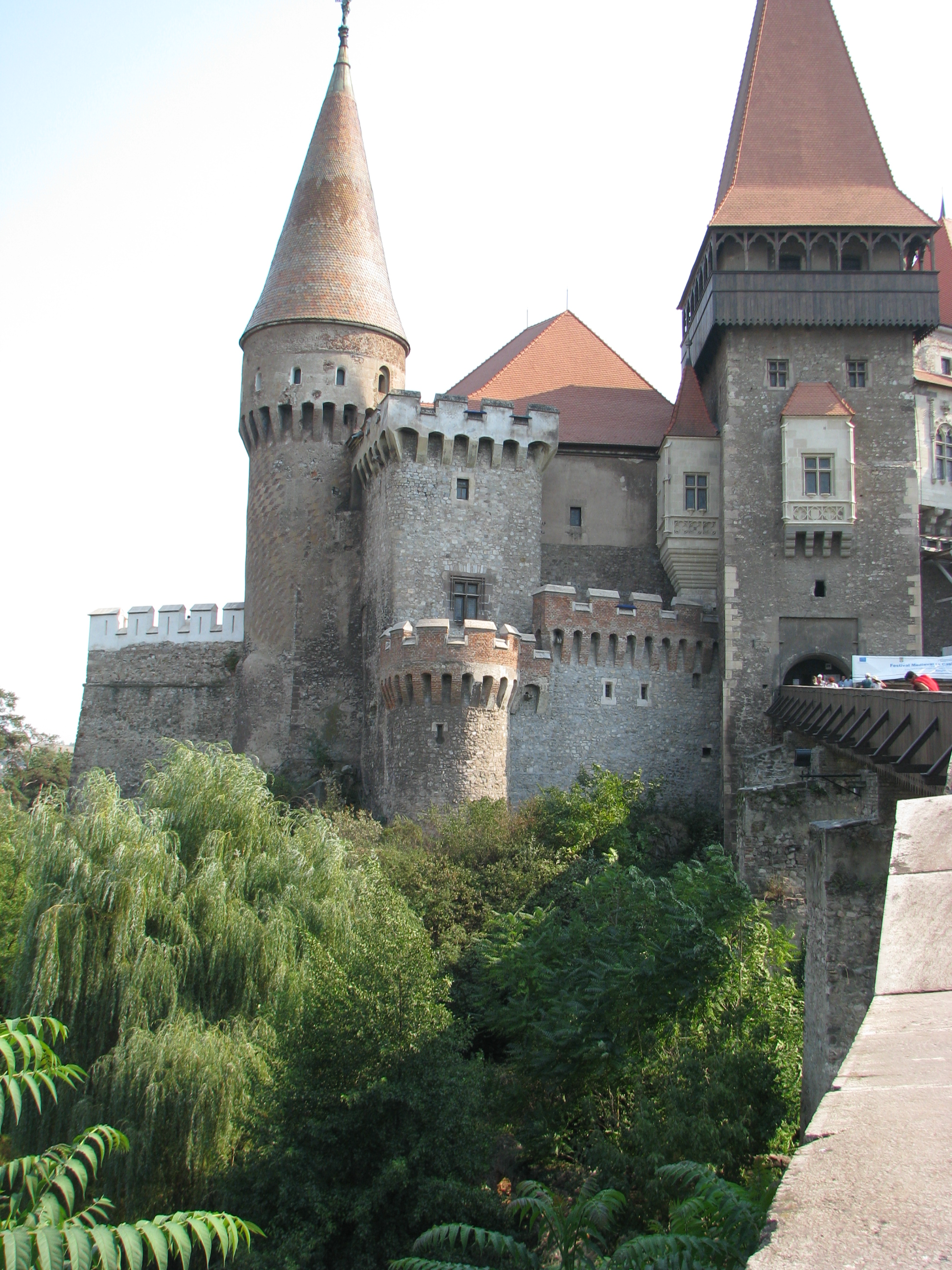
La Zlaști coule sous le pont-levis du Château de Hunedoara

La Zlaști est une rivière roumaine, affluent de la rivière Cerna. Elle traverse les villages de Groș et Boș, avant de contourner le Château de Hunedoara et de se jeter dans la Cerna dans cette même ville.